# Ondřej Němec
Ondřej Němec (Třebíč, 18 aprile 1984) è un hockeista su ghiaccio ceco.

## Palmarès

### Mondiali
- 3 medaglie:
  - 1 oro (Germania 2010)
  - 2 bronzi (Slovacchia 2011; Finlandia/Svezia 2012)